# Crnodoli
Crnodoli (en serbe cyrillique: Црнодоли) est un village de l'ouest du Monténégro, dans la municipalité de Nikšić.

## Démographie

### Évolution historique de la population[1]
| 1948 | 1953 | 1961 | 1971 | 1981 | 1991 | 2003 |
| ---- | ---- | ---- | ---- | ---- | ---- | ---- |
| 170  | 205  | 180  | 130  | 124  | 116  | 118  |